# مهدی شریعت رضوی
مهدی شریعت‌رضوی، همچنین معروف به آذر شریعت‌رضوی (زاده ۱۶ آذر ۱۳۱۱ – درگذشته ۱۶ آذر ۱۳۳۲)، یکی از سه دانشجویی است که در حمله نیروهای امنیتی به دانشگاه تهران در آذر ۱۳۳۲ کشته شد. او برادر پوران شریعت‌رضوی بود. پوران در تاریخ ۲۶ بهمن ۹۷ درگذشت و در کنار مهدی به خاک سپرده شد. علی شریعتی همسر پوران شریعت‌رضوی در رابطه با او گفته‌است: «اگر اجباری که به زنده ماندن دارم نبود، خود را در برابر دانشگاه آتش می‌زدم، همان جایی که بیست و دو سال پیش آذرمان در آتش بیداد سوخت، او را در پیش پای نیکسون قربانی کردند.» یکی از بیمارستان‌های شهر تهران به اسم او نام‌گذاری شده‌است.

## از نگاه دیگران
علی شریعتی عنوان داشته «قصه خروس بی محل» را در کتاب کویر برای آذر شریعت‌رضوی نوشته‌است. همچنین شریعتی در وصیت نامه‌اش می‌گوید «کاش می‌توانستم خود را در برابر دانشگاه آتش بزنم آنجا که ۲۲ سال پیش آذرمان در آتش بیداد سوخت! او را در مقابل پای نیکسون قربانی کردند.»